# El Mal Querer Tour
El Mal Querer Tour é a segunda turnê de concertos, a primeira turnê mundial e a terceira em geral da cantora espanhola Rosalía, em apoio ao seu segundo álbum de estúdio, El Mal Querer (2018).

## Datas
| Data                   | Cidade         | País             | Local                      | Ato(s) de abertura(s) | Público                | Receita      |
| ---------------------- | -------------- | ---------------- | -------------------------- | --------------------- | ---------------------- | ------------ |
| Parte 1                |                |                  |                            |                       |                        |              |
| América Latina         |                |                  |                            |                       |                        |              |
| 29 de março de 2019    | Buenos Aires   | Argentina        | Hipódromo de San Isidro    | —                     | —                      | —            |
| 31 de março de 2019    | Santiago       | Chile            | Parque O'Higgins           | —                     | —                      | —            |
| 6 de abril de 2019     | Toluca         | México           | Foro Pegaso                | —                     | —                      | —            |
| Parte 2                |                |                  |                            |                       |                        |              |
| América do Norte       |                |                  |                            |                       |                        |              |
| 12 de abril de 2019    | Indio          | Estados Unidos   | Empire Polo Club           | —                     | —                      | —            |
| 17 de abril de 2019    | Los Angeles    | Estados Unidos   | Mayan Theater              | serpentwithfeet       | 1,718 / 1,718 (100%)   | US$95,260    |
| 19 de abril de 2019    | Indio          | Estados Unidos   | Empire Polo Club           | —                     | —                      | —            |
| 22 de abril de 2019    | San Francisco  | Estados Unidos   | Regency Center             | serpentwithfeet       | 1,423 / 1,423 (100%)   | US$78,549    |
| 27 de abril de 2019    | Virginia Beach | Estados Unidos   | 5th Street Beach Stage     | —                     | —                      | —            |
| 29 de abril de 2019    | Nova York      | Estados Unidos   | Webster Hall               | serpentwithfeet       | 3,054 / 3,054 (100%)   | US$164,575   |
| 30 de abril de 2019    | Nova York      | Estados Unidos   | Webster Hall               | serpentwithfeet       | 3,054 / 3,054 (100%)   | US$164,575   |
| 2 de maio de 2019      | Toronto        | Canadá           | Rebel                      | serpentwithfeet       | 2,411 / 2,411 (100%)   | US$129,924   |
| Parte 3                |                |                  |                            |                       |                        |              |
| Europa e África        |                |                  |                            |                       |                        |              |
| 1 de junho de 2019     | Barcelona      | Espanha          | Parque del Fórum           | —                     | —                      | —            |
| 2 de junho de 2019     | Paris          | França           | Bosque de Vincennes        | —                     | —                      | —            |
| 8 de junho de 2019     | Porto          | Portugal         | Parque da Cidade           | —                     | —                      | —            |
| 14 de junho de 2019    | Santiago       | Espanha          | Monte do Gozo              | —                     | —                      | —            |
| 15 de junho de 2019    | Córdova        | Espanha          | Plaza de Toros Los Califas | —                     | —                      | —            |
| 21 de junho de 2019    | Rabat          | Marrocos         | OLM Souissi                | —                     | —                      | —            |
| 22 de junho de 2019    | Adeje          | Espanha          | Costa Adeje                | —                     | —                      | —            |
| 28 de junho de 2019    | Pilton         | Reino Unido      | Worthy Farm                | —                     | —                      | —            |
| 30 de junho de 2019    | Rotselaar      | Bélgica          | Werchter Festival Grounds  | —                     | —                      | —            |
| 3 de julho de 2019     | Roskilde       | Dinamarca        | Darupvej                   | —                     | —                      | —            |
| 5 de julho de 2019     | Gdynia         | Polônia          | Gdynia-Kosakowo Airport    | —                     | —                      | —            |
| 7 de julho de 2019     | Beuningen      | Países Baixos    | De Groene Heuvels          | —                     | —                      | —            |
| 10 de julho de 2019    | Madrid         | Espanha          | Espacio Mad Cool           | —                     | —                      | —            |
| 12 de julho de 2019    | Bilbau         | Espanha          | Monte Cobetas              | —                     | —                      | —            |
| 15 de julho de 2019    | Londres        | Reino Unido      | Somerset House             | —                     | —                      | —            |
| 18 de julho de 2019    | Berna          | Suíça            | Gurten                     | —                     | —                      | —            |
| 20 de julho de 2019    | Ostrava        | República Tcheca | Dolní Vitkovice            | —                     | —                      | —            |
| Parte 4                |                |                  |                            |                       |                        |              |
| América do Norte       |                |                  |                            |                       |                        |              |
| 2 de agosto de 2019    | Montreal       | Canadá           | Parc Jean-Drapeau          | —                     | —                      | —            |
| 4 de agosto de 2019    | Chicago        | Estados Unidos   | Grant Park                 | —                     | —                      | —            |
| 30 de agosto de 2019   | Miami          | Estados Unidos   | FTX Arena                  | —                     | —                      | —            |
| 31 de agosto de 2019   | Filadélfia     | Estados Unidos   | Benjamin Franklin Parkway  | —                     | —                      | —            |
| 6 de outubro de 2019   | Austin         | Estados Unidos   | Zilker Park                | —                     | —                      | —            |
| 8 de outubro de 2019   | Austin         | Estados Unidos   | Moody Theater              | —                     | —                      | —            |
| 13 de outubro de 2019  | Austin         | Estados Unidos   | Zilker Park                | —                     | —                      | —            |
| 9 de novembro de 2019  | Houston        | Estados Unidos   | NRG Park                   | —                     | —                      | —            |
| Parte 5                |                |                  |                            |                       |                        |              |
| Europa                 |                |                  |                            |                       |                        |              |
| 3 de dezembro de 2019  | Paris          | França           | Salle Pleyel               | Polito                | 2,346 / 2,346 (100%)   | US$79,288    |
| 5 de dezembro de 2019  | Londres        | Reino Unido      | O2 Academy Brixton         | Polito                | 4,951 / 4,951 (100%)   | US$194,512   |
| 7 de dezembro de 2019  | Barcelona      | Espanha          | Palau Sant Jordi           | Polito                | 31,175 / 31,175 (100%) | US$1,172,220 |
| 8 de dezembro de 2019  | Barcelona      | Espanha          | Palau Sant Jordi           | Polito                | 31,175 / 31,175 (100%) | US$1,172,220 |
| 10 de dezembro de 2019 | Madrid         | Espanha          | WiZink Center              | Polito                | 14,831 / 14,831 (100%) | US$563,627   |
| Total                  | Total          | Total            | Total                      | Total                 | 61,909 / 61,909 (100%) | US$2,477,955 |

## Desempenho
Os ingressos para a etapa da turnê solo na América do Norte foram abertas em 22 de março de 2019. Os três shows solo nos Estados Unidos esgotaram em menos de uma hora. Um segundo show foi adicionado na cidade de Nova York, com os ingressos explodindo em menos de meia hora. Em 18 de setembro de 2019, a pré-venda para os shows na arena de Rosalía em Madri e Barcelona vendeu 1.000 ingressos em alguns minutos, colapsando o site do Live Nation. A venda geral dos ingressos foi aberta em 20 de setembro. As datas em Paris, Madri e Barcelona esgotaram em menos de duas horas. Uma controvérsia, incluindo sites de revenda de ingressos como o StubHub empurrou Rosalía para adicionar uma segunda data em Barcelona para 8 de dezembro de 2019 no mesmo dia. Os ingressos para o segundo encontro em Barcelona foram lançados em 23 de setembro de 2019. O show esgotou em meia hora.